# Triton (mythologie)
Pour les articles homonymes, voir Triton.
Triton (en grec ancien : Τρίτων / Trítōn) est un dieu marin de la mythologie grecque, fils de Poséidon et d'Amphitrite, messager des flots. Triton est le père de Pallas et est parfois cité comme le père de Scylla par Lamia, et des tritons. La partie supérieure de son corps jusqu'aux reins est celle d'un homme nageant, la partie inférieure celle d'un poisson à longue queue.
C'était le trompette du dieu de la mer qu'il précédait toujours en annonçant son arrivée au son de sa conque recourbée. Quelquefois, il est porté à la surface des eaux et d'autres, il parait dans un char traîné par des chevaux bleus.
Les poètes attribuent à Triton un autre office que celui d'être trompette de Poséidon, celui de calmer les flots et de faire cesser les tempêtes. Ainsi, selon Ovide, Poséidon, voulant rappeler les eaux du déluge de Deucalion, commande à Triton d'enfler sa conque, au son de laquelle les eaux se retirent. Selon Virgile, lorsque Poséidon veut apaiser la tempête qu'Héra a excitée contre Énée, Triton, assisté de la Néréide Cymothoé, fait ses efforts pour sauver les vaisseaux échoués. Les poètes admettent plusieurs « tritons » avec les mêmes fonctions et la même figure.
Au pluriel, dans les légendes, les tritons, fils de Triton, sont souvent devenus les équivalents masculins des sirènes de la mythologie nordique.

## Mythes

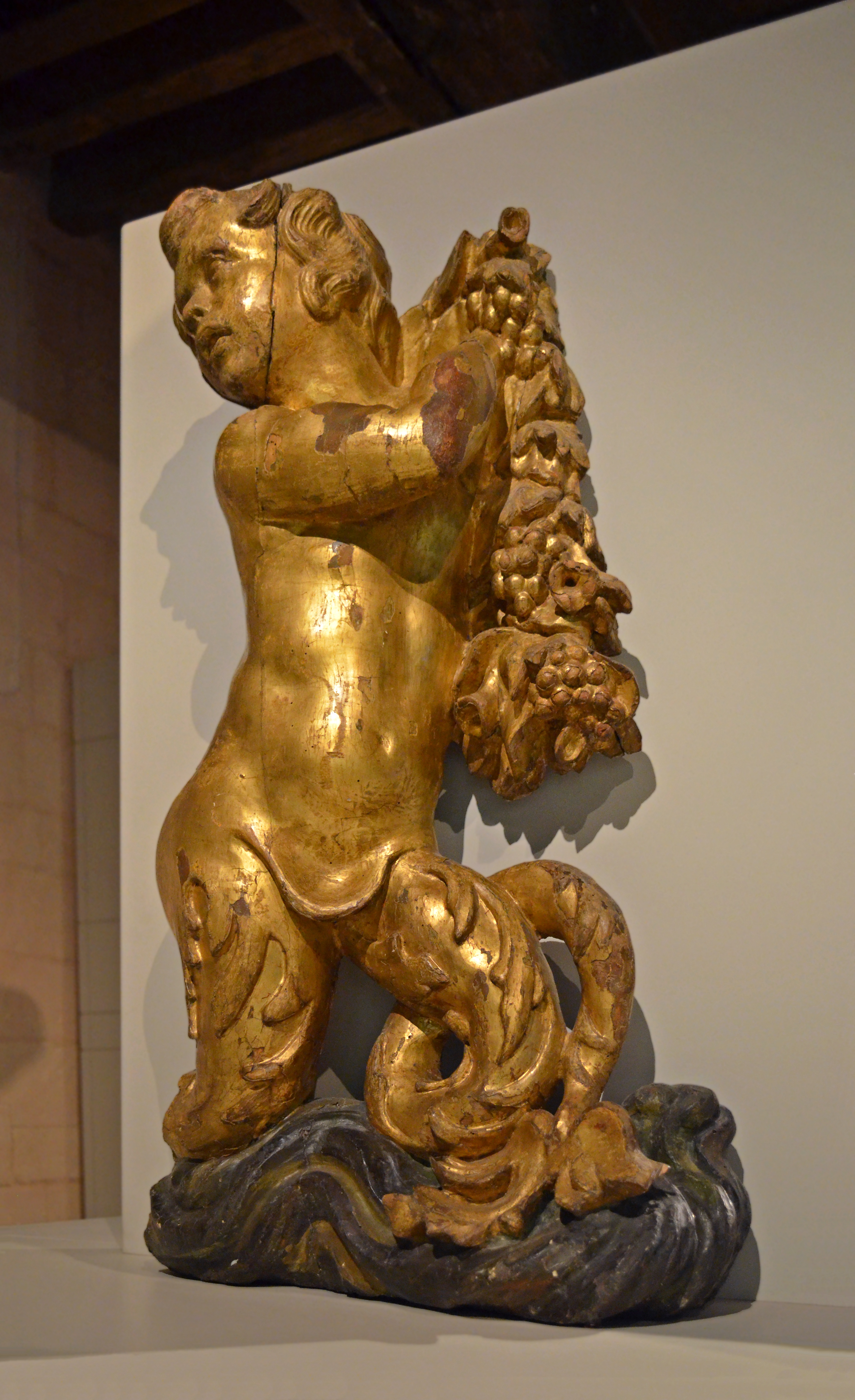
Ornement de navire représentant Triton.

Le dieu marin Triton est né de l'union de la Néréide Amphitrite, divinité de la mer, avec le dieu de la Mer Poséidon. Selon la Théogonie d'Hésiode, il vivait dans un palais d'or au fond de la mer avec ses parents,, Homère situe ce palais au fond des eaux de la mer Égée tandis que le récit des Argonautes le situe sur la côte de Libye. Quand l’Argo toucha terre dans le golfe des Syrtes mineures, l'équipage amarra son navire au « Lac des tritons », ce qui correspond à l’actuel chott el-Jérid en Tunisie, où Triton, la divinité locale (selon Évhémère par Diodore de Sicile), les a accueillis avec un cadeau et les a guidés vers la sortie marécageuse du lac pour qu'ils retournent à la mer Méditerranée.
Triton apparaît dans des mythes romains et des épopées comme fils de Neptune et de Salacie.
Ovide dans les Métamorphoses décrit Triton, fils de Poséidon, comme ayant le buste d'un homme et une longue queue de poisson, ainsi que des épaules couvertes d'écailles azur et pourpres.

### Conque de Triton
Comme son père, Triton possédait un trident, mais son attribut principal est une conque marine dont le son est si puissant qui se faisait entendre d'un bout à l'autre de la mer lorsqu'il en jouait, et qui apparait dans de nombreux mythes et représentations.
Il en jouait comme d'une trompette pour calmer ou déchaîner les vagues, et ce son était si terrible que, d'après Hygin, lorsqu'il soufflait le plus fort possible, les Géants fuyaient en s'imaginant qu'il s'agissait du rugissement d'un fauve puissant.
C'est grâce au son de la conque de Triton que les eaux du déluge de Deucalion se seraient retirées, selon Ovide.
Dans l’Énéide, Misène, le trompette d’Énée, défie Triton à un concours de trompette. Le dieu le jette à la mer pour son arrogance et sa colère.
D'après Nonnos, Poséidon et Apollon entrent en conflit lors de la guerre de Dionysos contre les Indiens. Triton est une des divinités marines à apparaitre durant ce conflit :

« La trompette orageuse de la mer braillait aux oreilles de Phoibos (Phoebus) [Apollon] - Triton à large barbe tonnait avec sa propre conque, comme un homme à moitié fini, des reins comme un poisson verdoyant - les Néréides criaient le cri de guerre - Nérée l'Arabe s'élança hors de la mer et beugla en secouant son trident. »

Lorsque César s'apprêta à franchir le Rubicon, un triton aurait surgi entre les roseaux en soufflant dans sa conque pour l'encourager[source insuffisante].

### Liens avec Athéna
Selon la tradition gréco-romaine, c'est sur les bords du lac Triton que Zeus ressentit les maux de tête après avoir avalé Métis. Athéna sortit du crâne de Zeus peu après. Son épiclèse Tritonia ou Tritogenia viendrait de là. Selon Pline l'Ancien, il existe plusieurs fleuves Triton. L'un d'eux, aussi nommé Pallantias, est situé près de la petite Syrte, ou entre les deux Syrtes en fonction des versions. L'autre serait le Nil, ou Siris selon la dénomination nubienne.
En tant que père de Pallas, Triton est donc parent avec la déesse Athéna. Ce fut Triton qui s'occupa de l'éducation des deux jeunes filles. Pallas fut ensuite tuée par Athéna au cours d'une dispute entre les deux déesses, après quoi Athéna pris l’épiclèse Pallas.
Ces deux divinités semblent avoir des origines libyennes. Selon le mythe berbère, l'Athéna libyenne serait la fille de Triton et de Tritonis, nymphe du lac Triton.

## Les Tritons
La confusion entre « triton » comme nom propre et comme nom commun vient du fait que Triton aurait eu pour descendants les tritons. Ils étaient souvent représentés chevauchant des dauphins ou des hippocampes, et avec leurs conques marines, ils personnifiaient les rugissements de la mer, mais ils étaient aussi réputés pour leur lascivité.
Au fil du temps, le nom de Triton et son image furent donc associés à cette classe de créatures marines, les tritons, qui pouvaient être de sexe masculin ou féminin, et généralement l'escorte de divinités marines. Les tritons ordinaires ont été décrits en détail par le voyageur Pausanias.
Lorsque Pausanias visita la ville de Triteia au Ier siècle, il apprit que le nom de la ville était issu de Triteia, une fille de Triton qui aurait conçu avec (Arès) un héros mythique du nom de Mélanippos (« jument noire »), fondateur de la cité. Il décrit ainsi les tritons au IIe siècle : ils avaient une chevelure de goémon, un corps recouvert de petites écailles dures, des ouïes placées derrière les oreilles, un nez et une bouche humaine, des mains étroites en forme de coquille et des jambes parfois réunies, parfois séparées, mais toujours en forme de queue de poisson.
Il décrit également la mort d'un triton telle que décrite par les habitants de Tanagra, en Béotie. Dans le temple de Dionysos se trouvait une statue d'un triton qui terrorisait le village. Selon l'histoire des habitants, il attaquait systématiquement les femmes qui allaient se baigner. Celles-ci, initiées aux mystères de Dionysos, l'invoquèrent et il tua le triton. Pausanias rapporte également une deuxième tradition selon laquelle le triton attaquait les bestiaux et les petits bâtiments des environs. Les villageois installèrent alors un vase rempli de vin et attendirent que le triton, s'étant saoulé avec le breuvage, se soit endormi pour lui couper la tête.
Le Liber monstrorum, catalogue de peuples et créatures légendaires anonyme du VIIIe siècle, le décrit ainsi :

« On disait que Triton avait la tête humaine, la poitrine à moitié sauvage et le ventre comme un poisson. On dit qu'il a été vu dans la mer des Carpates en Égypte et sur les côtes d'Italie. Et on ne sait pas si son nom lui vient du marais Triton en Libye, ou du marais de lui. »

Selon Édouard Brasey, les tritons étaient des sirènes mâles dont le corps était celui d'un homme barbu, et la queue celle d'un poisson. Les tritons sont parfois représentés avec des pattes de chevaux ; c'est ainsi qu'on les appelle centaures-tritons ou plus précisément ichtyocentaures.

## Représentations dans l’art

### Fontaine du Triton

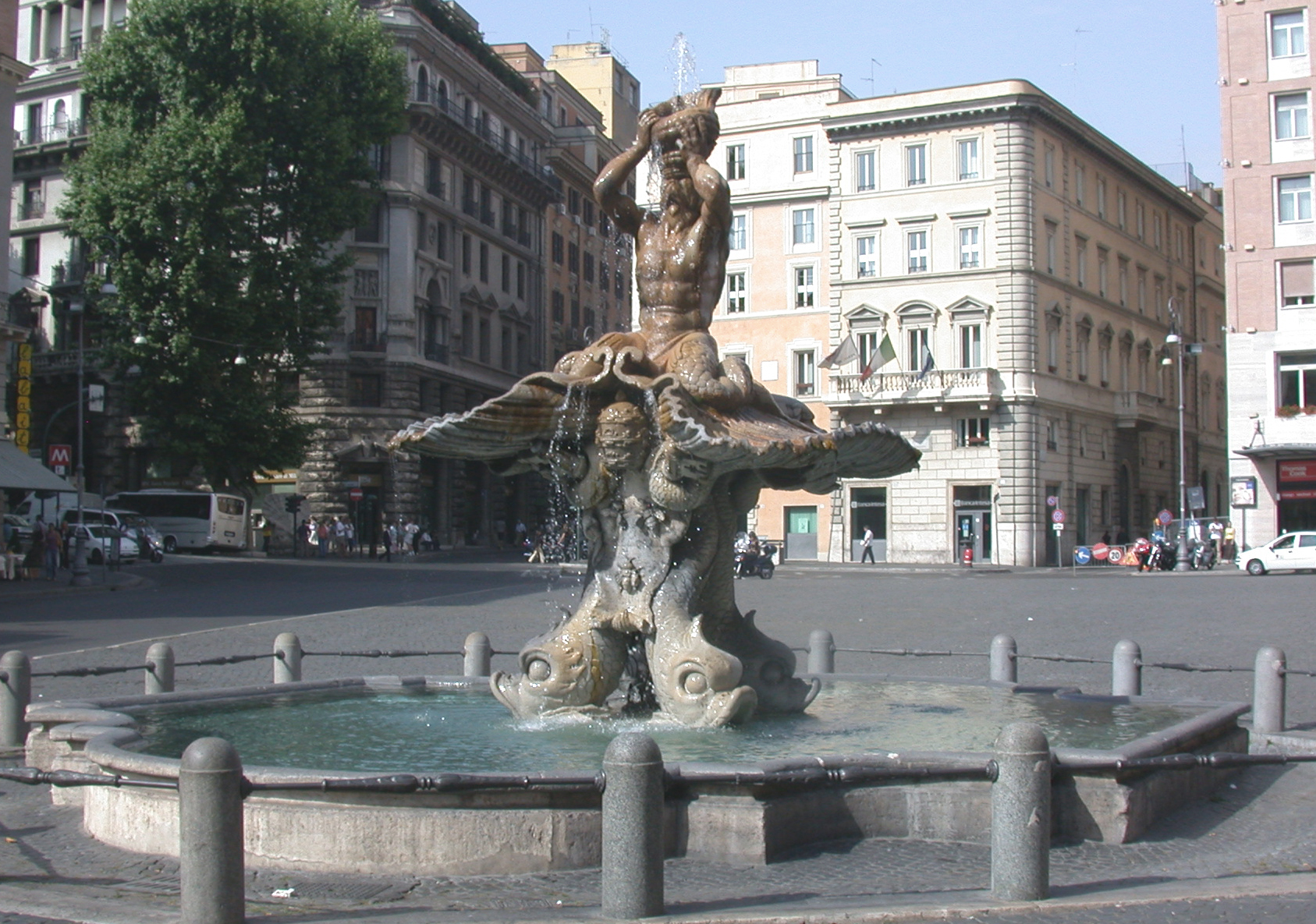
Fontaine de Triton, par Gianlorenzo Bernini, à Rome

Les représentations de Triton furent naturellement utilisées pour orner les fontaines depuis l'époque romaine, quand les Romains réalisèrent qu'ils arrivaient à intégrer des fontaines dans les jardins, au premier siècle avant notre ère. Properce a décrit « le bruit de l'eau qui éclabousse tout le bassin, lorsque le Triton déverse soudain l'eau d'une fontaine de ses lèvres ». La fameuse Fontaine de Triton est caractéristique du paysage urbain romain.

### Poterie, mosaïque et sculpture
Le triton est une figure récurrente dans la mosaïque et la céramique grecque antique, qu'il possède une ou deux queues. Il est également présent en sculpture notamment dans les stalles des édifices religieux sous la forme de miséricordes, de jouées ou sur les parcloses.

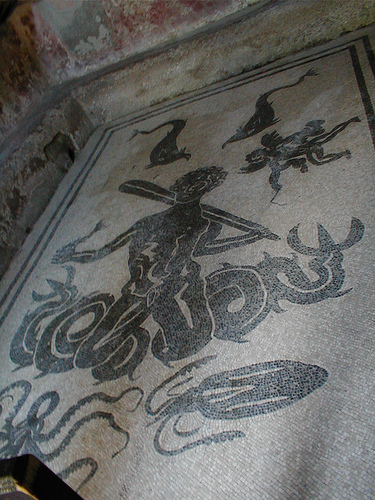
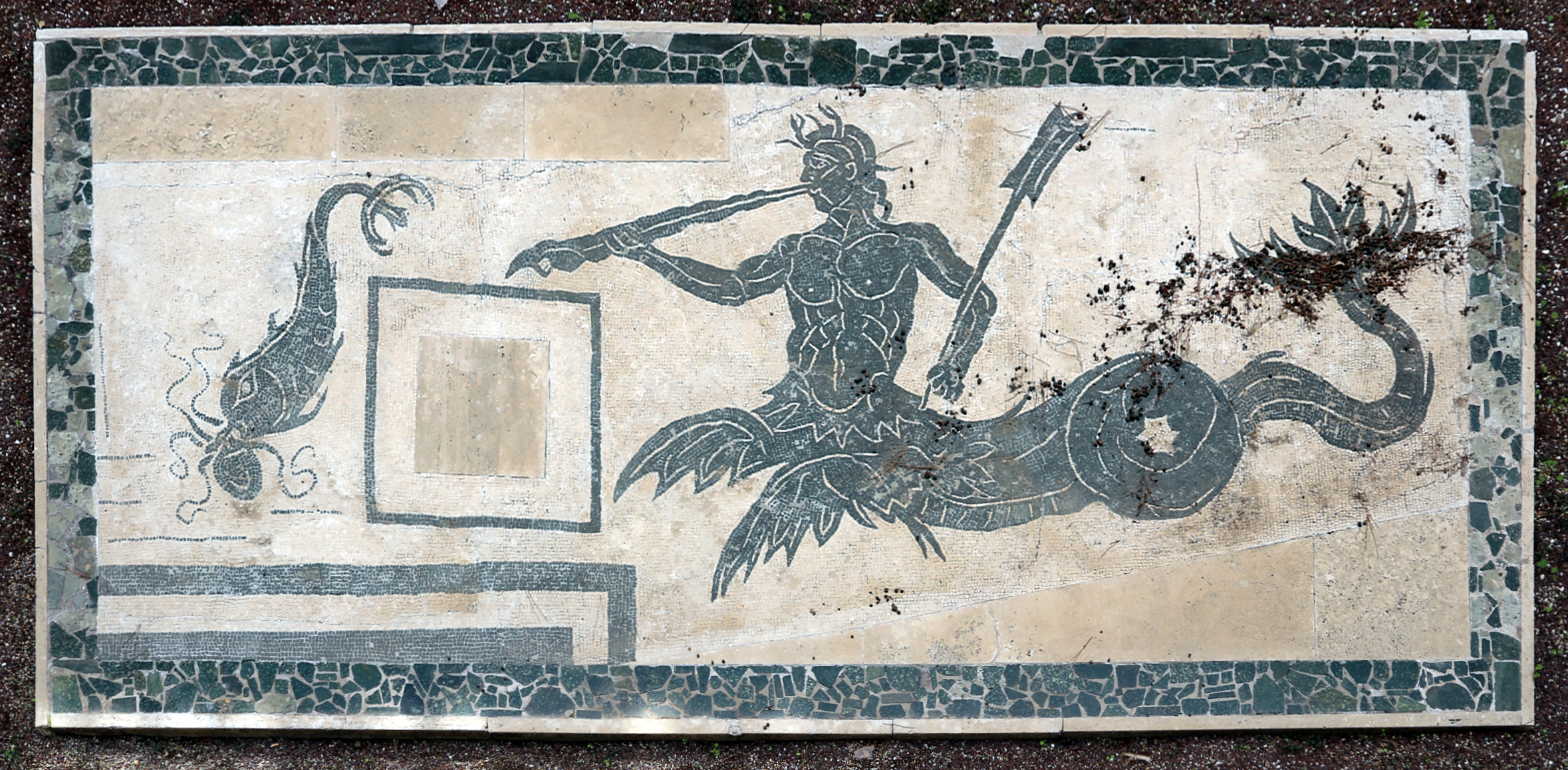
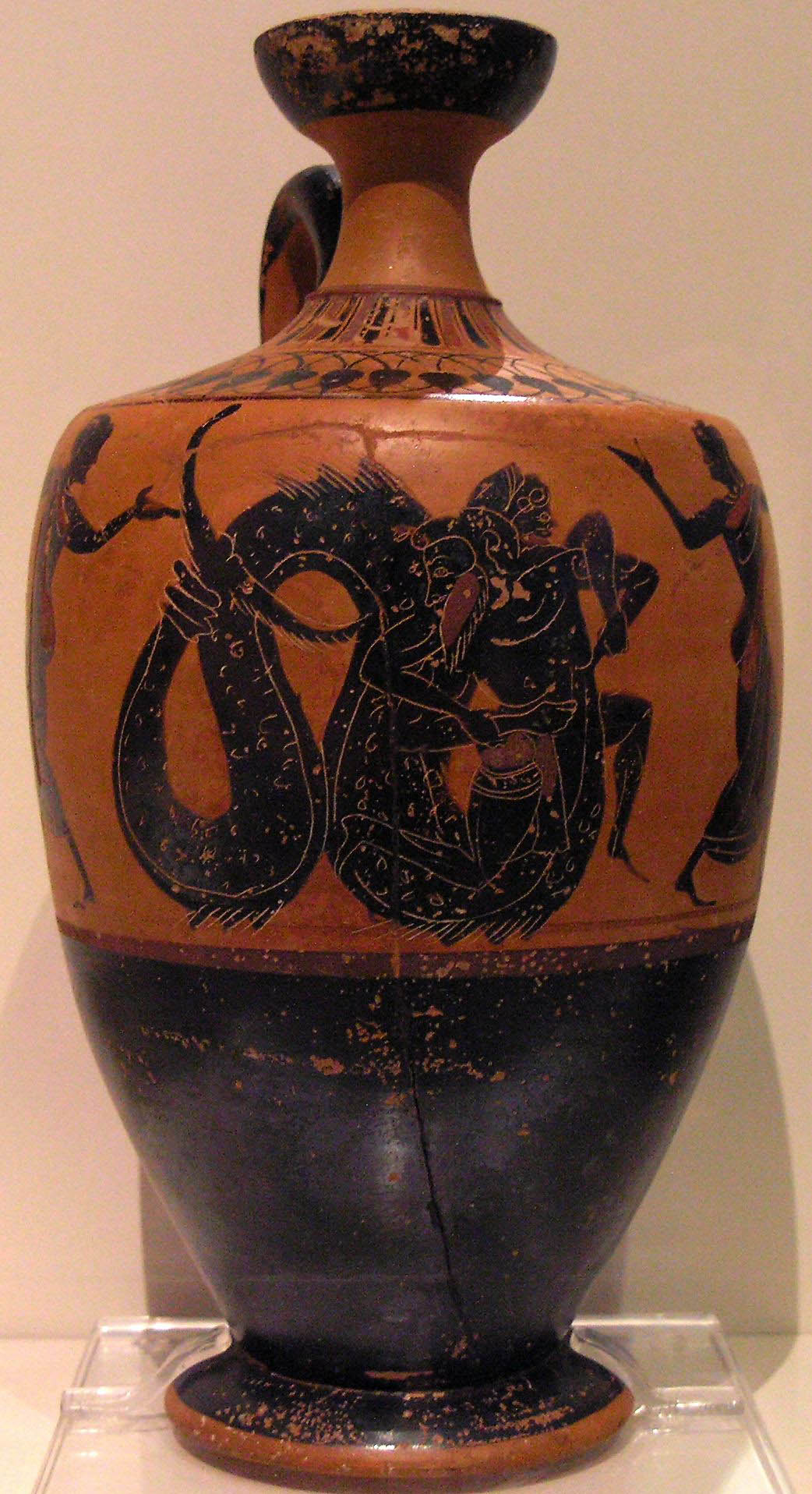
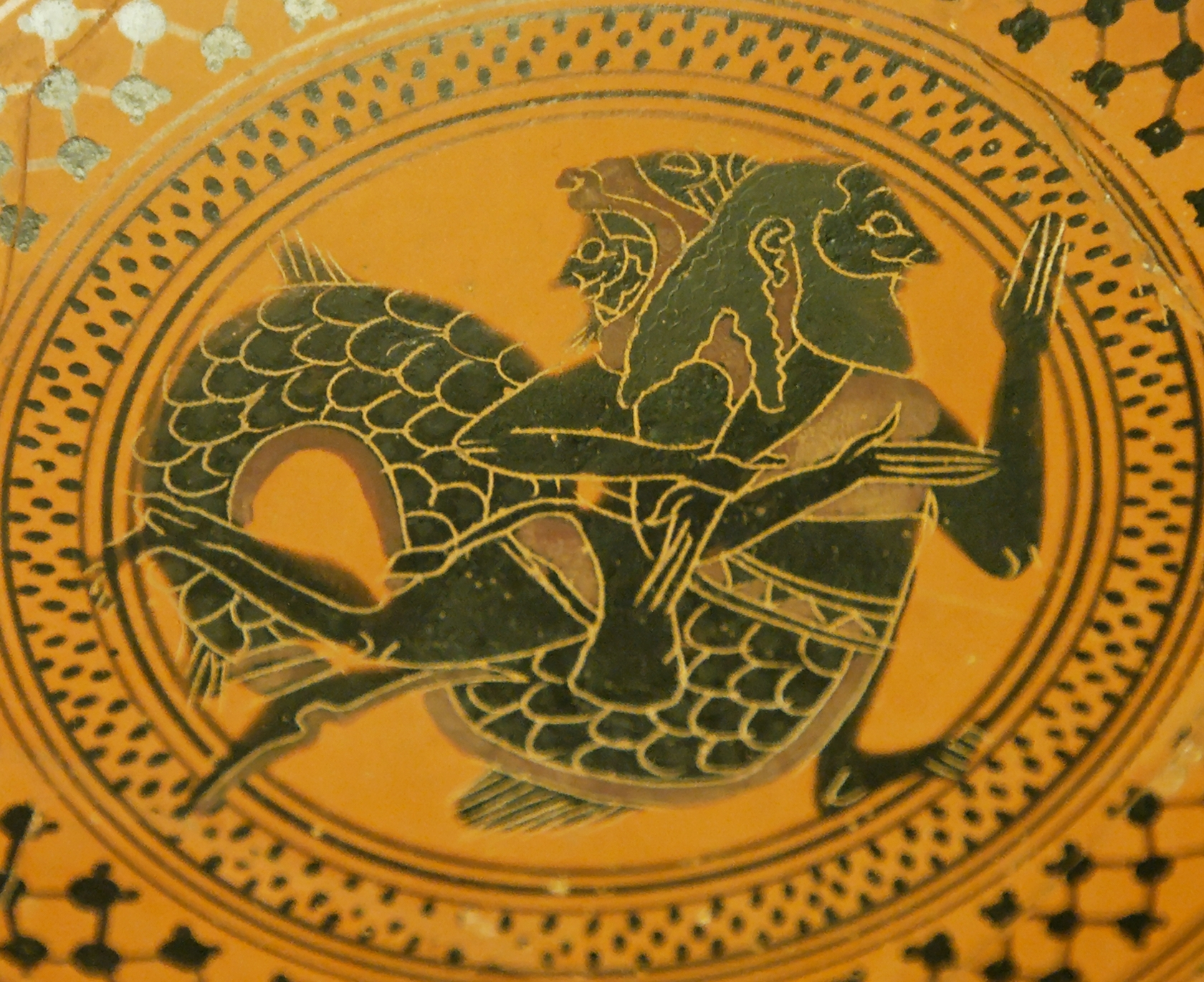
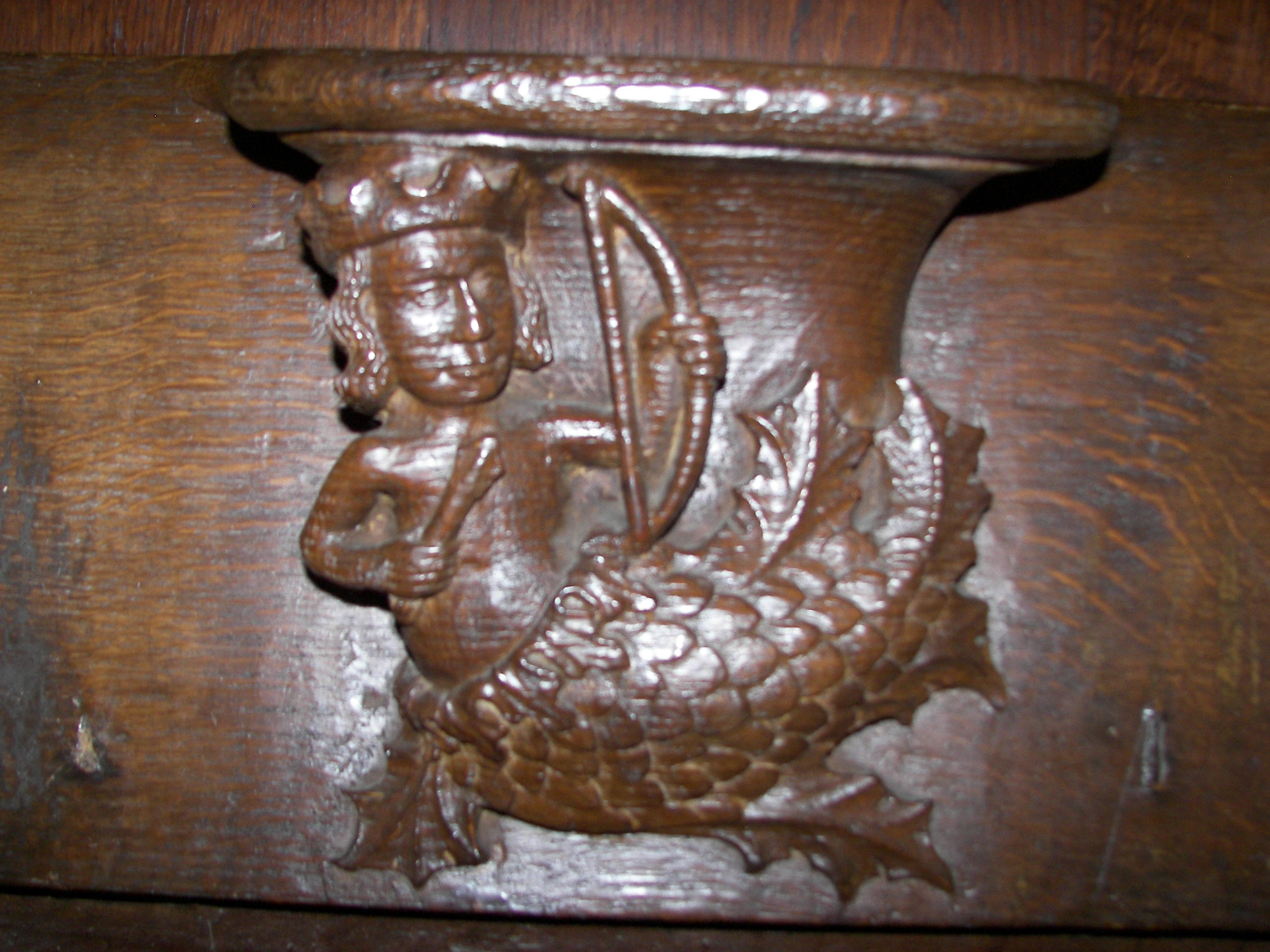
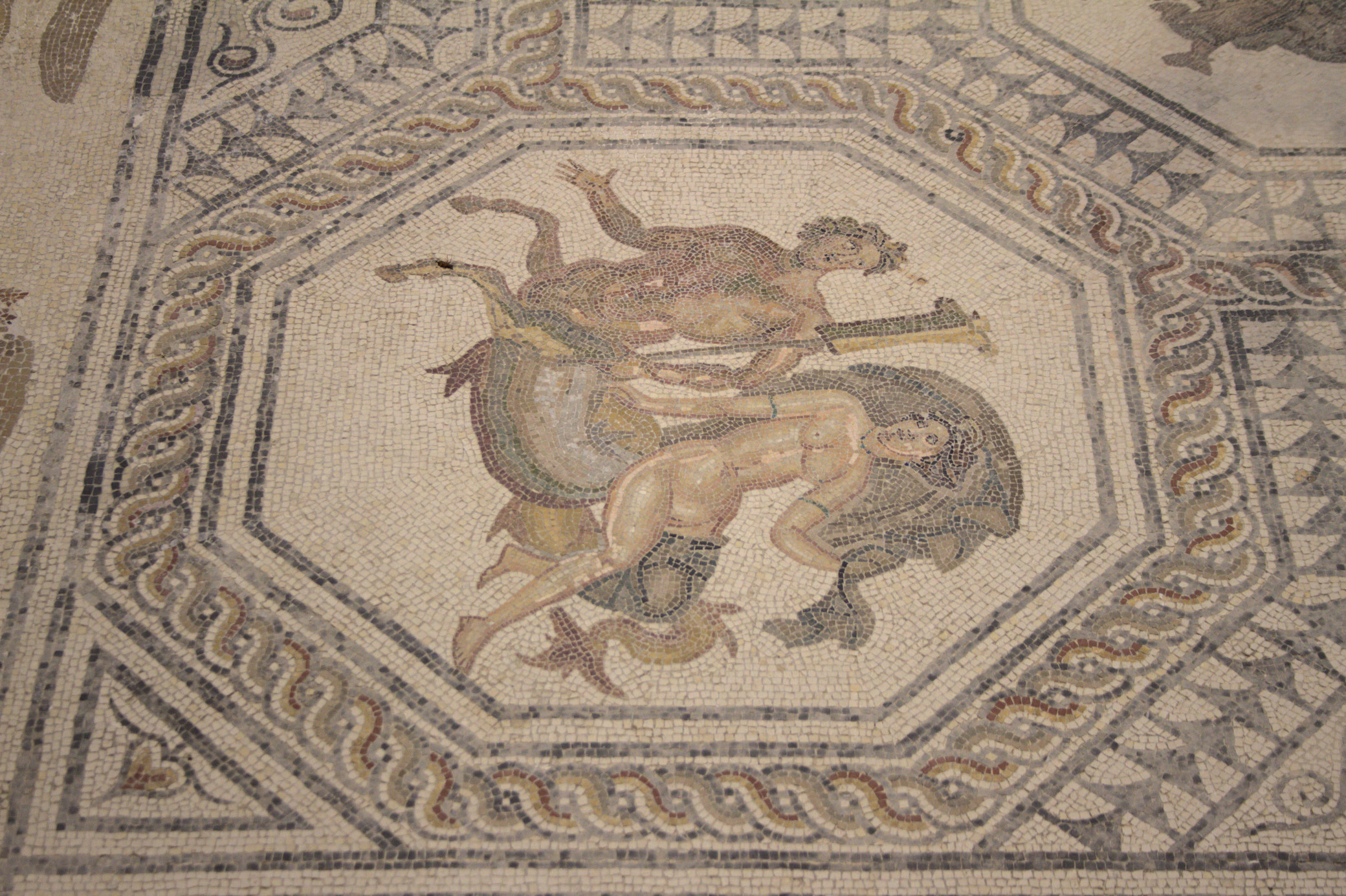
Un Triton et une Néréide ornant un des médaillons de la mosaïque de divinités (Villa gallo-romaine d'Orbe-Boscéaz, Vaud, Suisse).

### Sculpture
Triton a été un sujet privilégié de décoration navale à l'époque des grands navires de guerre à voiles des XVIe et XVIIe siècles, comme figure de proue ou comme ornement du château arrière. Toutefois ces sculptures coûteuses et parfois encombrantes (une lettre de Colbert à Seignelay, son fils et collaborateur, préconisait déjà de les diminuer au bénéfice de la facilité de manœuvre) ont peu à peu disparu avec l'évolution de l'architecture navale[réf. souhaitée].
Il faut aussi faire mention de l'étonnante représentation très Art Déco, (datant de 1935) de Triton (également appelée le Génie de la mer, ou l’Océan) due au sculpteur toulousain Carlo Sarrabezolles destinée au paquebot Normandie. Jamais installée à bord pour des raisons techniques (poids exagéré et vibrations des hélices) cette sculpture, de plus de sept mètres de haut, orne désormais l'esplanade du gratte-ciel de la CMA CGM à Marseille.

## Mentions après la Renaissance et culture populaire
Parmi les choses notables nommées d'après le mythe de Triton, Triton fut nommée ainsi symboliquement en tant que plus grande lune de la planète Neptune. Neptune est le nom romain du père de Triton, Poséidon.

Dans un sonnet de Wordsworth intitulé The World Is Too Much With Us (vers 1802–1807), le poète déplore le monde moderne et désire ardemment 
| glimpses that would make [him] less forlorn Have sight of Proteus rising from the sea Or hear old Triton blow his wreathèd horn. | des aperçus qui [l]e rendraient moins triste Voir Protée s'élever de la mer Ou entendre le vieux Triton souffler dans sa conque couronnée. |

Le nom de Triton est également associé à l'industrie moderne, avec des constructeurs automobiles tels que Ford et son « moteur Triton » ou la camionnette triton de Mitsubishi.
Le Roi Triton fait une apparition notable dans le film d'animation de Walt Disney, La Petite Sirène, où il est décrit comme le roi de la mer et contrôle les flots avec son trident.